# De goudkoorts van Anatool
De goudkoorts van Anatool is het 228ste stripverhaal van Jommeke. De reeks wordt getekend door striptekenaar Jef Nys.

## Personages
In dit verhaal spelen de volgende personages mee:
- Jommeke, Flip, Filiberke, Professor Gobelijn, Anatool en Smosbol.

## Verhaal
Professor Gobelijn schiet wakker als zijn speciale wekker allerlei lawaai begint te maken. Het apparaat zet ook meteen een kopje koffie. Helaas heeft de professor tabak gebruikt in plaats van koffie. Hij gaat meteen op zoek naar fris water. Tot zijn groot ongenoegen stelt hij vast dat er een probleem met zijn waterleiding is. Bij het herstellen smelt hij per ongeluk zijn brandkast. Wanneer Jommeke, Flip en Filiberke bij hem langskomen vinden ze hem radeloos omdat hij nu ook al zijn belangrijke papieren kwijt is. Gelukkig wordt al snel duidelijk dat hij per uitzonderlijke vergissing alles heeft opgeborgen in de diepvriezer. Jommeke gaat vervolgens met de professor de waterleiding herstellen. Filiberke gaat ondertussen op stap met het nieuwe laserpistool van de professor. Hij komt een oude bekende tegen: Smosbol. Deze laatste gaat op bezoek bij Anatool. Anatool heeft immers zijn hulp nodig om aan een enorme hoeveelheid goud te geraken. Smosbol vertelt hem over Filiberke en het laserpistool. De volgende nacht stelen Anatool en Smosbol het laserpistool. De beide ongure figuren vertrekken richting Nepal waar het gouden beeld hun doelwit zal zijn. Het beeld staat bij de sherpa's en lijkt zeer sterk op Gobelijn. De sherpa's zijn intussen op zoek naar een opvolger voor hun oude meester. Via een foto in de krant komen ze bij professor Gobelijn terecht en ze beschouwen hem als de herboren nieuwe meester. Gobelijn wil deze mensen helpen en vertrekt samen met Jommeke, Flip en Filiberke naar Nepal. Anatool treft intussen de nodige maatregelen en slaagt er zelfs in om Jommeke en zijn vrienden een aantal keer het leven erg zuur te maken. Flip moet zijn vrienden weer eens uit de penarie halen. Nog net op tijd kan voorkomen worden dat Anatool het gouden beeld, met het laserpistool is het wel gesmolten, in zijn bezit krijgt. In een laatste poging gijzelt Anatool Flip nog even maar eindigt zijn avontuurtje in een moeras. Van daaruit weet hij toch nog te ontsnappen en komt op een gletsjer terecht. Een spectaculaire redding, via de bolvliegkunst van Gobelijn, behoedt de vluchtende Antool van de dood. Anatool en Smosbol worden gestraft door de sherpa's.
Gobelijn zorgt er tot slot nog voor dat de sherpa's hem kunnen vereren als hun verrezen meester, door een tv-opname te maken, die ze elke dag kunnen afspelen.

## Uitgeverij
- Dit is het laatste stripalbum dat verscheen onder uitgeverij Dupuis.

## Achtergronden bij het verhaal
- Dit is het eerste verhaal verschenen in 2005. In dit jaar bestaat Jommeke 50 jaar, een halve eeuw.